# Vooružёn i očen' opasen
Vooružёn i očen' opasen (Вооружён и очень опасен) è un film del 1977 diretto da Vladimir Vajnštok.

## Trama
Gli eventi si svolgono alla fine del XIX secolo nel selvaggio West, in America. La trama si basa sulle complesse vicissitudini della vita di un gran lavoratore: il cercatore Gabriel Conroy. Avendo trovato il petrolio sul suo sito, conoscerà felicità, delusione, pericolo e disperazione.